# Hlavní spojenci mimo NATO
Hlavní spojenci mimo NATO (anglicky Major non-NATO ally – MNNA) jsou klíčoví spojenci Spojených států amerických mimo členských států Severoatlantické aliance. Jde o státy, které navázaly strategické vztahy s ozbrojenými silami Spojených států amerických. Nejedná se přímo o vojenský pakt, ale o poskytnutí určitých vojenských a finančních výhod, které Spojené státy americké těmto státům nabízí. Příslušnost k MNNA uděluje federální vláda Spojených států amerických.

## Historie
Zavedení statusu hlavního spojence bylo schváleno kongresem Spojených států amerických v roce 1987. Mezi původních pět spojenců patřily Austrálie, Egypt, Izrael, Japonsko a Jižní Korea. Tehdejší izraelský premiér Jicchak Šamir označil zahrnutí Izraele za politicky významné rozhodnutí a historicky první formální uznání spojenectví.
Další stát, Jordánsko, získal status až v roce 1996. O rok později přibyl Nový Zéland, jehož vztahy s USA byly oslabeny v roce 1984 rozepří ohledně zákazu pohybu lodí s jaderným nákladem v novozélandských vodách. V roce 1986 bylo pak dokonce pozastaveno členství Nového Zélandu v organizaci ANZUS. Udělení statusu hlavního spojence tak mělo přispět k opětovnému zlepšení vztahů mezi oběma zeměmi. V roce 1998 se pak tehdejší prezident Bill Clinton zasloužil ještě o připsání Argentiny, což odůvodnil přispíváním latinskoamerické země k světovému míru a bezpečnosti prostřednictvím účasti ve válce v Perském zálivu a přetrvávající podpory mírových misí OSN.
V letech 2002 a 2003 byly do skupiny zařazeny Bahrajn, Filipíny, Thajsko a Tchaj-wan. Pozvánka byla nabídnuta i Singapuru, který však zařazení odmítl. V následujícím roce přibyly Kuvajt, Maroko a Pákistán.
V roce 2012 byl na hlavního spojence povýšen Afghánistán. Oznámila to ministryně zahraničních věcí Hillary Clintonová během státní návštěvy. Po anexi Krymu prošel v roce 2014 kongresem návrh na zařazení Gruzie, Moldavska a Ukrajiny. V květnu 2015, během návštěvy tehdejšího tuniského prezidenta Kaída Sibsího ve Washingtonu, oznámil tehdejší americký prezident Barack Obama svůj záměr v podobě připsání Tuniska. Ještě tentýž rok, během summitu se státy GCC v Camp Davidu, zmínil Obama možnost přidat mezi spojence ještě Katar, Omán, Saúdskou Arábii a Spojené arabské emiráty.
Již od přiřknutí statusu Pákistánu se mnozí politici vyslovovali pro jeho odebrání tomuto státu, mimo jiné za přechovávání Usámy bin Ládina na svém území a údajnou podporu Tálibánu a dalších teroristických organizací. V roce 2017 se spekulovalo o možném snížení spolupráce ze strany administrativy prezidenta Donalda Trumpa. Ten po návštěvě brazilského prezidenta Jaira Bolsonara ve Spojených státech amerických naopak zlepšil postavení Brazílie tím, že ji označil za klíčového spojence. V květnu téhož roku došel do Sněmovny reprezentantů návrh na povýšení Ukrajiny, později téhož roku se jednalo i o nabytí statusu Indií.